# Escudo de Oviedo
El escudo de Oviedo es un símbolo representativo del municipio español del mismo nombre, situado en la comunidad autónoma del Principado de Asturias. 
En el escudo oficial se puede ver sobre fondo azur a dos ángeles arrodillados, adorando y sujetando la Cruz de los Ángeles. Rodeando la escena, en bordura de argén, se ve una leyenda en mayúsculas que dice: 

Muy noble - Muy leal - Benemérita - Invicta - Heroica - Buena.

Estos son los títulos que ostenta la ciudad. Al timbre, corona real de oro y piedras preciosas.